# Nowosielce (rejon żydaczowski)
Nowosielce (ukr. Новосільці) – wieś na Ukrainie w rejonie żydaczowskim obwodu lwowskiego.

## Historia
W XIV w. wieś była w rękach królewskich, a w XV w. przeszła w ręce prywatne. Pod koniec XIX w. wieś w powiecie bóbreckim. 
W II Rzeczypospolitej w gminie Chlebowice Wielkie w powiecie bóbreckim województwa lwowskiego. W 1931 r. wieś liczyła 1319 mieszkańców, z których ok. 20% było Polakami. W 1940 r. NKWD aresztowało i zesłało na Syberię 31 polskich rodzin (110) osób. W latach 1942–1943. nacjonaliści ukraińscy z OUN-UPA zamordowali tutaj 18 Polaków, w tym matkę ks. Romana Dacy oraz gospodynię na plebanii. Sam ks. Daca zdążył się ukryć i ocalał. Pobito dotkliwie Ukraińca Fedię Kostyszyna, który nie chciał wydać kryjówki księdza. 

## Kościół
W 1908 wzniesiono w Nowosielcach murowany kościół pw. św. Józefa, a w 1925 r. erygowano osobną parafię rzymskokatolicką. Po ekspatriacji Polaków w 1945 r. kościół zamieniony na magazyn, a w 2000 r. przywrócony do kultu. Jest obsługiwany przez księży diecezjalnych z parafii w Chlebowicach Wielkich. 